# Denis Garmaș
Denis Viktorovici Garmaș (ucraineană: Денис Вікторович Гармаш), cunoscut ca Denys Garmash, (n. 19 aprilie 1990, Milove, Luhansk Oblast, Uniunea Sovietică) este un fotbalist ucrainean aflat sub contract cu Dinamo Kiev.

## Palmares
- Campionatul European de Fotbal sub 19 ani (1): 2009
- Supercupa Ucrainei (1): 2011